# Des mots qui résonnent !
Singles de Jenifer
Au soleil
(2002) Donne-moi le temps
(2003)
Des mots qui résonnent ! est une chanson de la chanteuse française Jenifer extraite de son premier album éponyme. Le morceau est sorti en tant que troisième single de l'album le 2 décembre 2002. Ce single se vend à 300 000 exemplaires et entre directement en 4e position des singles en France le 1er décembre 2002. Il reste 23 semaines au Top 50, il sera le 44e single le plus vendu en 2003.

## Liste des pistes
CD single en France + CD single en France - Edition limitée inclus des photos inédits :
| No | Titre                                                             | Paroles        | Musique                         | Producteur(s)                             | Durée |
| -- | ----------------------------------------------------------------- | -------------- | ------------------------------- | ----------------------------------------- | ----- |
| 1. | Des mots qui résonnent ! (Titre original : Just Another Pop Song) | Ian-Paolo Lira | Patrick Johansson, Linus Nordén | Benjamin Raffaëlli                        | 3:24  |
| 2. | Nos points communs                                                | Marc Lavoine   | Georges Lunghini                | Jean-François Berger, François Delabrière | 3:56  |

## Crédits
Des mots qui résonnent !
- Publié par Swepop et Tom Bone Music
- Arrangement et direction des cordes - Jean-François Berger
- Basse - Laurent Vernerey
- Batterie - Ian Thomas
- Chœurs - Valérie Belinga et Guillaume Eyango
- Claviers - Nicolas Neidhardt
- Guitare et programmation - Benjamin Raffaëlli

Nos points communs
- Publié par D.R.
- Arrangement et direction des cordes, claviers - Jean-François Berger
- Basse - Laurent Vernerey
- Batterie - Christophe Deschamps
- Guitare - Philippe Russo
- Guitare additionnelle - François Delabrière
- Programmation - Jean-François Berger et Matthew Vaughan

- Design - Happydesign
- Photographie (recto) - Antoine Verglas
- Photographie (verso) - Michel Sedan